# Gymnesina
Gymnesina es un género de foraminífero bentónico de la subfamilia Nubeculariinae, de la familia Nubeculariidae, de la superfamilia Cornuspiroidea, del suborden Miliolina y del orden Miliolida. Su especie tipo es Gymnesina glomerosa. Su rango cronoestratigráfico abarca el Holoceno.

## Discusión
Clasificaciones más recientes incluyen Gymnesina en la superfamilia Nubecularioidea.

## Clasificación
Gymnesina incluye a la siguiente especie:
- Gymnesina glomerosa